# جورج بارينجر
جورج بارينجر (بالإنجليزية: George Barringer) هو مهندس أمريكي، ولد في 2 مايو 1906، وتوفي في 2 سبتمبر 1946.